# 克里斯蒂亚诺波利斯
克里斯蒂亚诺波利斯是巴西戈亚斯州的一个市镇。总面积225.357平方公里，总人口3325人，人口密度14.8人/平方公里。